# Município de Hidalgo del Parral
O município de Hidalgo del Parral é um dos 67 municípios em que se divide para o seu regime interior o estado mexicano de Chihuahua. Situado ao sul da entidade, a sua capital é a cidade de Hidalgo del Parral.

## Geografia
Situado geograficamente ao sul do estado, o município de Hidalgo del Parral tem uma extensão territorial de 1926.856 km². As suas coordenadas geográficas extremas são 26° 51' - 27° 23' de latitude norte e 105° 23' - 105° 59' de longitude oeste e a sua altitude fluctua entre um mínimo de 1 300 e um máximo de 2 400 metros sobre o nível do mar.
O município de Hidalgo del Parral limita ao norte com o município de Valle de Zaragoza, ao leste com o município de Allende, ao sudeste com o município de Matamoros, ao sul com o município de Santa Bárbara, ao sudoeste com o município de San Francisco del Oro e ao oeste com o município de Huejotitán.

### Orografia e hidrografia
O território do município está a combinar extensões planas com diversas serranias, vales e montes isolados. A principal corrente é o Rio Parral, que cruza a capital municipal e termina desmbocando no Rio Florido, que a sua vez o faz no Rio Conchos. Outras correntes do município desembocam directamente no rio Conchos.

### Clima e ecossistemas
A situação do município faz que tenha um clima extremo, o seu clima é temperado a seco, Em junho de 2006 o termómetro marcou 42 °C, com temperaturas que variam entre os 32 °C e os −12 °C, com uma quantidade de chuvas ao ano de 450 mm em média.
A vegetação vai desde pastizais nos vales a diversas espécies de coníferas como táscate, carvalho, e abeto nas zonas mais elevadas. A fauna está representada por puma, gato montês, coiote, coelho e Veado-de-cauda-branca.

### Recursos naturais
O principal recurso natural do município é a mineração, entre a que destaca ouro, prata, chumbo, cobre, zinco, fluorita e barita. A riqueza das minas de Parral foram famosas em todo mundo, convertendo durante A Colónia numa das cidades mais prósperas do país.
Parral contou com a mina mais produtiva do México durante um século aproximadamente. Esta mina é "A Prieta".
Quanto à água, o município vê-se limitado, o que entorpece o crescimento. No entanto novos estudos (2006-2007) revelam fontes de água subterrânea ( maior falibilidade de crescimento ), com o que ver-se-á beneficiado o seu desenvolvimento.

## Demografia
Segundo a Contagem da População e Moradia de 2010 realizado pelo Instituto Nacional de Estatística e Geografia, a população do município de Hidalgo del Parral é de 107 061 habitantes, dos quais 51 883 são homens e 55 178 são mulheres.

### Localidades
O município tem um total de 119 localidades. As principais localidades e a sua população em 2010 são as seguintes:
| Localidade                    | População |
| Total Município               | 107 061   |
| Hidalgo del Parral            | 104 836   |
| Comunidade San Andrés         | 245       |
| Nenhum [CERESO]               | 229       |
| Maclovio Herrera (Santa Rosa) | 190       |
| Guillermo Baca (El Cobeño)    | 130       |
| La Esmeralda                  | 119       |
| El Posadeño                   | 115       |
| Villa Escobedo (Minas Nuevas) | 37        |

## Política
O governo do município corresponde-lhe à sua prefeitura. A prefeitura está conformada pelo Presidente Municipal, um Síndico e o cabildo formado por nove regidores eleitos mediante o princípio de maioria relativa; elegem-se ademais regidores de representação proporcional cujo número é fixado pela Lei Eleitoral. O Presidente municipal e os nove regidores são eleitos mediante uma lista modelo, enquanto o Síndico é designado mediante uma eleição uninominal. Todos entram a exercer o seu cargo no dia 10 de outubro do ano da eleição.

### Subdivisão administrativa
Para o seu regime interior, o município del Parral encontra-se dividido numa secção municipal: Villa Escobedo; o seu presidente seccional é eleito mediante plebiscito popular organizado pela prefeitura e dura no seu encarrego três anos.

### Representação legislativa
Para a eleição de Deputado locais e federais, o município encontra-se dividido nos seguintes distritos:
Local:
- Distrito eleitoral local 21 de Chihuahua com cabeceira em Hidalgo del Parral.

Federal:
- Distrito eleitoral federal 9 de Chihuahua com cabeceira em Hidalgo del Parral.[5]

### Presidentes municipais
| Presidente Municipal           | Período   | Partido |
| ------------------------------ | --------- | ------- |
| n/d                            | 1944-1947 |         |
| Jesús María González           | 1950-1953 |         |
| José I. Aguilar                | 1953-1955 |         |
| Juan Villela Chávez            | 1956-1958 |         |
| Manuel Primo Corral            | 1959-1962 |         |
| Enrique Zuñiga                 | 1962      |         |
| Juan Villela Chávez            | 1962-1965 |         |
| Raúl Soto Reis                 | 1965-1968 |         |
| Carlos Franco Peña             | 1968-1971 |         |
| Aurelio Carreira Marroquin     | 1971-1974 |         |
| Héctor Ramos Domínguez         | 1974-1977 |         |
| José Bremer González           | 1977-1980 |         |
| Jesús Arzola Cárdenas          | 1980-1983 |         |
| Gustavo Villarreal Posada      | 1983-1986 |         |
| Alfredo Amaya Medina           | 1986-1989 |         |
| Sergio Quiñonez Reyna          | 1989-1992 |         |
| Adalberto Gutiérrez Melendez   | 1992-1995 |         |
| Jesús Villalobos Sáenz         | 1995-1998 |         |
| Miguel Jurado Contreras        | 1998-2001 |         |
| Bernardo Avitia Talamantes     | 2001-2004 |         |
| Alfredo Amaya Medina           | 2004-2007 |         |
| Oscar González Lua             | 2007-2010 |         |
| César Omar Dajlala Amaya       | 2010-2013 |         |
| Miguel Jurado Contreras        | 2013-2016 |         |
| Jorge Alfredo Lozoya Santillán | 2016-2018 |         |